# Margaretha van Beieren (1456-1501)

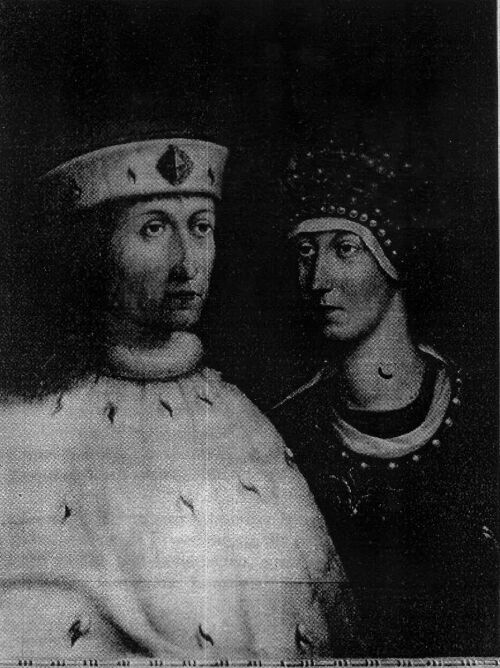
Margaretha van Beieren (rechts) met haar echtgenoot Filips van de Palts.

Margaretha van Beieren (Amberg, 7 november 1456 - Heidelberg, 25 januari 1501) was van 1476 tot aan haar dood keurvorstin van de Palts. Ze behoorde tot het huis Wittelsbach.

## Levensloop
Margaretha was de dochter van hertog Lodewijk IX van Beieren-Landshut en Amalia van Saksen, dochter van keurvorst Frederik II van Saksen.
Op 21 februari 1474 huwde ze in een uitgebreide ceremonie met de latere keurvorst Filips van de Palts. Er waren 1.400 gasten aanwezig, waaronder veertien regerende vorsten. Voor het huwelijksmenu werden 10.000 kippen geslacht en 110.000 liter wijn voorzien. 
In 1476 volgde Filips zijn oom Frederik I op als keurvorst van de Palts. In 1482 ontvluchtte Margaretha residentiestad Heidelberg voor de pest, waarna ze in het kasteel van Winzingen verbleef.
Door het huwelijk met Margaretha kreeg Filips goede contacten met haar broer, hertog George de Rijke van Beieren-Landshut. In 1499 huwde hun zoon Ruprecht met Georges dochter Elisabeth van Beieren. Deze dynastieke unie was het begin van de politieke en militaire samenwerking tussen Beieren-Landshut en de Palts. George, die geen mannelijke nakomelingen had, liet zijn territoria na aan Margaretha en Ruprecht.
In januari 1501 stierf Margaretha op 44-jarige leeftijd. Ze werd bijgezet in de Heilige Geestkerk van Heidelberg.

## Nakomelingen
Margaretha en haar echtgenoot Filips kregen veertien kinderen:
- Lodewijk V (1478-1544), keurvorst van de Palts
- Filips (1480-1541), bisschop van Freising en Naumburg
- Ruprecht (1481-1504), bisschop van Freising
- Frederik II (1482-1556), keurvorst van de Palts
- Elisabeth (1483-1522), huwde in 1498 met landgraaf Willem III van Hessen en in 1501 met markgraaf Filips I van Baden
- George (1486-1529), bisschop van Speyer
- Hendrik (1487-1552), bisschop van Utrecht, Freising en Worms
- Johan III (1488-1538), bisschop van Regensburg
- Amalia (1490-1524), huwde in 1513 met hertog George I van Pommeren
- Barbara (1491-1505)
- Wolfgang (1494-1558), stadhouder van de Opper-Palts
- Otto Hendrik (1496-1496)
- Catharina (1499-1526), abdis in de Abdij van Neuburg